# St. Simonis et Judae (Eismannsdorf)

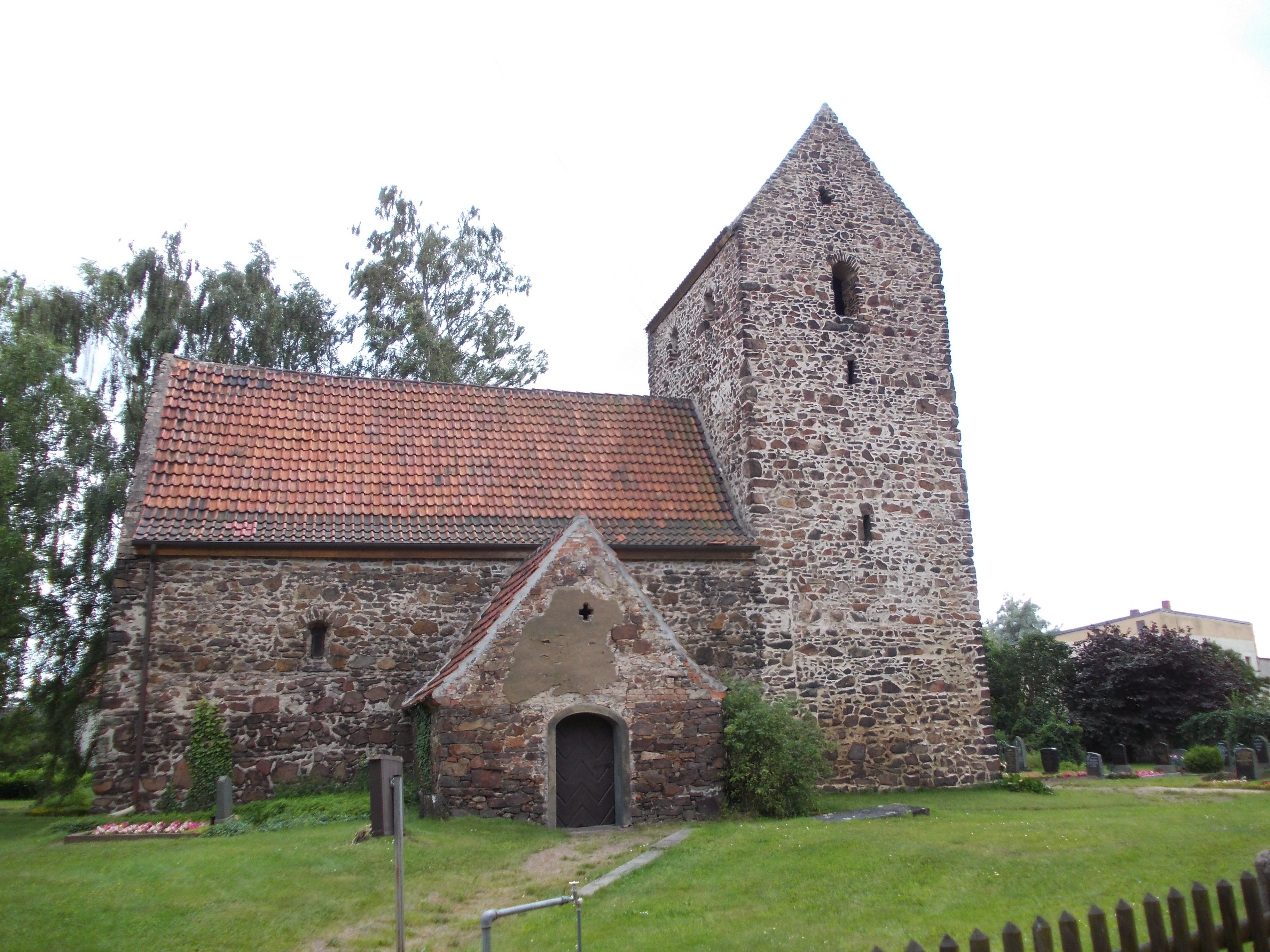
Ansicht von Nordosten

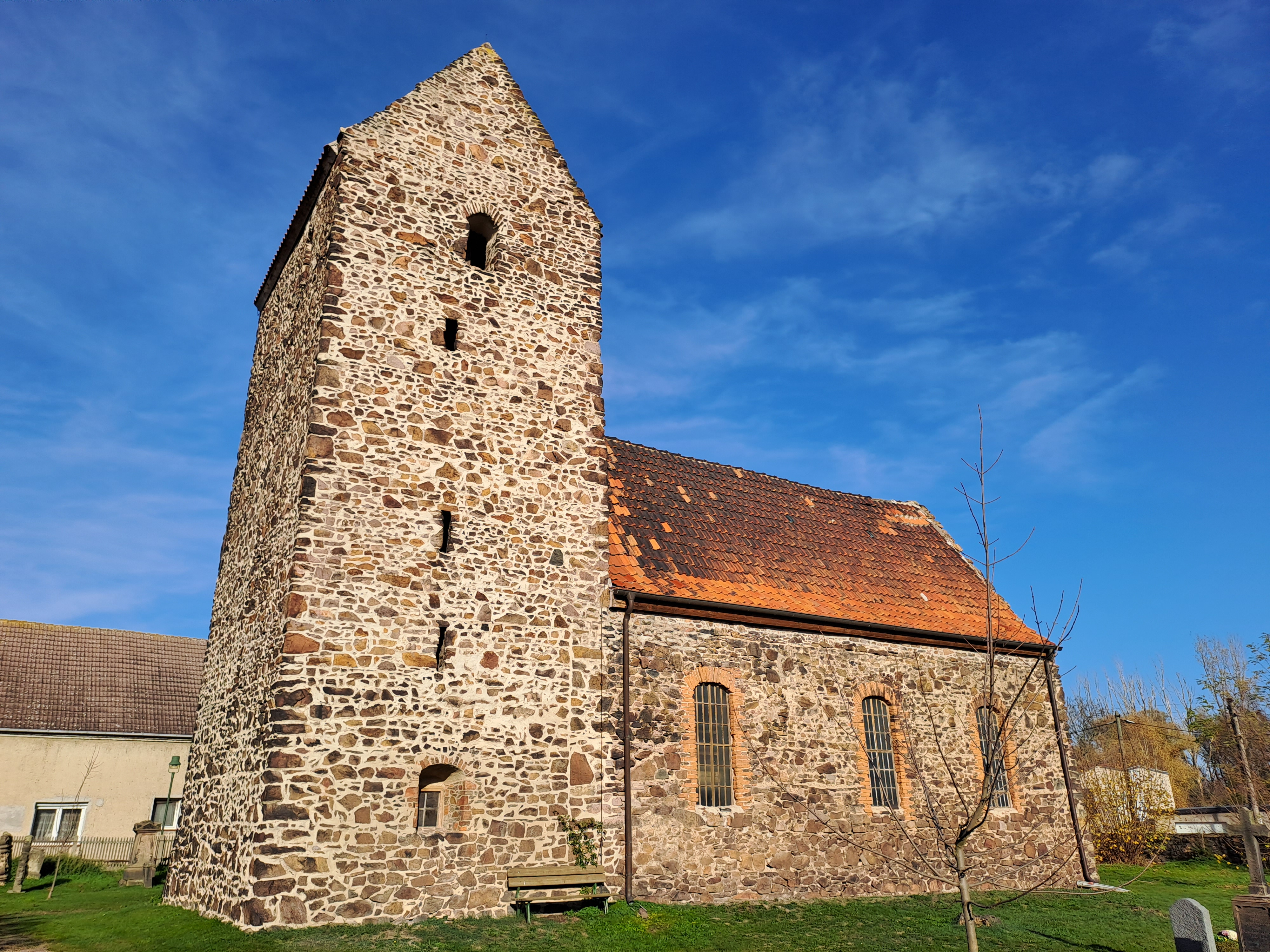
Ansicht von Südwesten

Die Kirche St. Simonis et Judae ist die evangelische Kirche von Eismannsdorf. Sie befindet sich in der Ortschaft Niemberg in der Stadt Landsberg (Saalekreis) in Sachsen-Anhalt. Das Gotteshaus steht unter Denkmalschutz und ist im Denkmalverzeichnis mit der Erfassungsnummer 094 55279 als Baudenkmal eingetragen.

## Lage
Westlich der Hauptstraße und südlich des alten als Rundling angelegten Ortskerns steht die Dorfkirche auf dem Friedhof.

## Geschichte und Architektur
Das romanische Bauwerk galt bereits im 18. Jahrhundert als baufällig, wurde aber offenbar in dieser Zeit nur repariert, da heute lediglich die Fensterfassungen und der Eingang der nördlichen Sakristei barock wirken. Der Bau, der um das Jahr 1200 aus Porphyrsteinen entstand, besitzt heute nur noch ein romanisches Fenster an der Nordseite. Auf dem umgebenden Friedhof befinden sich mehrere barocke und klassizistische Grabsteine.
Heute gehört die Kirche zum Kirchspiel Niemberg/Eismannsdorf im Pfarramt Hohenthurm. Auf dessen Internetseite wird die Kirche als „unser besonderes Sorgenkind“ beschrieben, da zahlreiche Erhaltungsmaßnahmen notwendig sind, von denen nur einige besonders dringende – die Eindeckung von Turm und Kirchenschiff und die Sanierung des Dachstuhls – mit Hilfe der Dorferneuerung durchgeführt werden konnten. Das Pfarramt wiederum gehört zum Kirchenkreis Halle-Saalkreis im Bischofssprengel Magdeburg der Evangelischen Kirche in Mitteldeutschland.

## Ausstattung
Das Innere wird heute von einer hölzernen Flachdecke überspannt. In der Nordwand des Altarraumes befindet sich eine gotische, schlichte Sakramentsnische. Der Altaraufsatz mit korinthischen Pilastern zeigt in der Predella eine Darstellung des Abendmahles, darüber ein schlichtes Kruzifix, er wird von einem Spitzgiebel bekrönt. Die Art der Ausführung verweist auf den Übergang zwischen 18. und 19. Jahrhundert. Der Altartisch davor ist ein Block aus Steinen, die Altarmensa besteht aus Sandstein und zeigt Weihekreuze, sowie eine Vertiefung für die Aufbewahrung von Reliquien. An der Nordwand der Kirche befindet sich eine kleine, recht schmucklose Loge, ihr gegenüber im Süden ist ein schlichter, schmuckloser, polygonaler Kanzelkorb aus Holz zu finden.
In der Kirche befand sich um 1885 ein Taufbecken mit der Darstellung der Verkündigung Mariens, eingefasst von Minuskeln. Dieses Taufbecken ist heute nicht mehr vorhanden.

## Orgel
Die heutige Orgel wurde 1913 von Wilhelm Rühlmann aus Zörbig erbaut, der Prospekt ist älteren Datums. Das pneumatische Werk umfasst auf zwei Manualen acht Register und stellt das 358. Werk der Firma dar. Die Orgel ist gegenwärtig unspielbar.

## Glocken
Die einstigen von Ulrich aus Laucha gegossenen Glocken mussten 1917 abgegeben werden. 1922 wurden drei neue Eisenglocken von Schilling & Lattermann geliefert, die in der leicht verzogenen Tonfolge a′ – c″ – d″ (Te Deum) erklingen. Alle drei Glocken hängen an gekröpften Jochen in einem um 1700 erbauten Glockenstuhl aus Holz. Die beiden kleinen Glocken läuten in einem Gefach im Gegenschwung zueinander, ein drittes Gefach ist erstaunlicherweise leer. Alle drei Glocken sind nur von Hand zu läuten.